# Nephrotoma handschiniana
Nephrotoma handschiniana är en tvåvingeart som beskrevs av Alexander 1936. Nephrotoma handschiniana ingår i släktet Nephrotoma och familjen storharkrankar. Inga underarter finns listade i Catalogue of Life.